# M'razig
Il popolo M'razig è una etnia beduina già nomade, attualmente stanziata nella città tunisina di Douz e nei suoi dintorni. Numericamente assomma a circa 50000 appartenenti, discendenti dalla tribù Banu Sulaim la quale, dopo aver lasciato la penisola arabica nell'VIII secolo d.C., si stabilì prima in Egitto, poi in Libia e finalmente (nel XIII secolo) in Tunisia.